# Provinces historiques de Finlande
Ne doit pas être confondu avec Provinces de Finlande.
 (signalé en juillet 2025).
Si vous disposez d'ouvrages ou d'articles de référence ou si vous connaissez des sites web de qualité traitant du thème abordé ici, merci de compléter l'article en donnant les références utiles à sa vérifiabilité et en les liant à la section « Notes et références ».
- Archive Wikiwix
- Bing
- Cairn
- DuckDuckGo
- E. Universalis
- Gallica
- Google
- G. Books
- G. News
- G. Scholar
- Persée
- Qwant
- (zh) Baidu
- (ru) Yandex
- (wd) trouver des œuvres sur Wikidata

Les provinces historiques de Finlande datent de l'époque où la Finlande était une partie de la Suède. Les provinces ont cessé d'être des entités administratives dès 1634 lorsque les comtés les ont remplacées. Cette réforme a été appliquée en Finlande jusqu'en 1997. Depuis, les provinces historiques ont été remplacées par 6 nouvelles provinces puis par 19 régions.
| Blason | Province        | Finnois         | Suédois           |
| ------ | --------------- | --------------- | ----------------- |
|        | Häme            | Häme            | Tavastland        |
|        | Carélie         | Karjala         | Karelen           |
|        | Laponie         | Lappi           | Lappland          |
|        | Satakunta       | Satakunta       | Satakunda         |
|        | Savonie         | Savo            | Savolax           |
|        | Uusimaa         | Uusimaa         | Nyland            |
|        | Varsinais-Suomi | Varsinais-Suomi | Egentliga Finland |
|        | Åland           | Ahvenanmaa      | Åland             |
|        | Ostrobotnie     | Pohjanmaa       | Österbotten       |

1. Une bande étroite de la province suédoise de Botnie septentrionale d'avant 1809 s'étendait sur la rive Est de la rivière Torne.